# سايهو غاساما
سايهو غاساما (بالإنجليزية: Saihou Gassama) (11 ديسمبر 1993 ببانجول في غامبيا - ) هو لاعب كرة قدم غامبي في مركز الوسط. شارك مع منتخب غامبيا تحت 17 سنة لكرة القدم ومنتخب غامبيا تحت 20 سنة لكرة القدم ومنتخب غامبيا لكرة القدم. أما مع النوادي، فقد لعب مع ريال سرقسطة ونادي هويسكا وCD Sariñena ‏ وDeportivo Aragón ‏.

## روابط خارجية
- سايهو غاساما على موقع قاعدة بيانات كرة القدم.إي يو (الإنجليزية)
- سايهو غاساما على موقع ناشيونال فوتبول تيمز (الإنجليزية)
- سايهو غاساما على موقع Soccerway.com (الإنجليزية)
- سايهو غاساما على موقع AS.com (الإسبانية)